# Grimbosq
Grimbosq é uma comuna francesa na região administrativa da Normandia, no departamento Calvados. Estende-se por uma área de 8,64 km². Em 2010 a comuna tinha 291 habitantes (densidade: 33,7 hab./km²).